# Mytteri på Bounty (film fra 1935)
|  | Se også Mytteri på Bounty (flertydig) |
Mytteri på Bounty eller på engelsk Mutiny on the Bounty er en amerikansk film fra 1935 instrueret af den amerikanske instruktør Frank Lloyd. Filmen er baseret på romanen af samme navn skrevet af Charles Nordhoff og James Norman Hall, der beskriver mytteriet på Bounty, der fandt sted i 1789.
Filmens hovedroller som kaptajn William Bligh og mytteristen Fletcher Christian spilles af henholdsvis Charles Laughton og Clark Gable.
Filmen blev en stor succes og filmen modtog en Oscar for bedste film. Skuespillerne Clark Gable, Charles Laughton og Franchot Tone blev alle for deres roller i filmen indstillet til en Oscar for bedste skuespiller, ligesom Frank Lloyd blev nomineret til en Oscar for bedste instruktør. Herudover blev filmen nomineret til Oscars for bedste manuskript, bedste musik og bedste klipning.
Filmen er en af flere om det pågældende mytteri. De efterfølgende film hed henholdsvis Mutiny on the Bounty – på dansk Mytteri på Bounty og The Bounty.